# Діамантова ліга 2024
Діамантова ліга 2024 став п'ятнадцятим сезоном найбільш рейтингової всесвітньої серії легкоатлетичних змагань просто неба, що з 2010 організовується Світовою легкою атлетикою.

## Змагання
Програма сезону-2024 включала 14 відбіркових до фіналу етапів.
Фінал Діамантової ліги 2024 року був проведений в Брюсселі.
| Етап  | Дата          | Змагання                                                          | Місто     | Відео                                                       | Прес-реліз    | Результати |
| ----- | ------------- | ----------------------------------------------------------------- | --------- | ----------------------------------------------------------- | ------------- | ---------- |
| 1     | 20 квітня     | Wanda Diamond League Xiamen                                       | Сямень    | Відеозвіт на YouTube                                        | [ 1 ]         | [ 2 ]      |
| 2     | 27 квітня     | Yangtze Delta Athletics Diamond Gala                              | Сучжоу    | Відеозвіт на YouTube                                        | [ 3 ]         | [ 4 ]      |
| 3     | 10 травня     | Doha Meeting                                                      | Доха      | Відеозвіт на YouTube                                        | [ 5 ]         | [ 6 ]      |
| 4     | 19 травня     | Meeting International Mohammed VI d'Athlétisme de Rabat/Marrakech | Марракеш  | Відеозвіт на YouTube                                        | [ 7 ]         | [ 8 ]      |
| 5     | 25 травня     | Prefontaine Classic                                               | Юджин     | Відеозвіт на YouTube                                        | [ 9 ]         | [ 10 ]     |
| 6     | 30 травня     | Oslo Bislett Games                                                | Осло      |                                                             | [ 11 ]        | [ 12 ]     |
| 7     | 2 червня      | BAUHAUS-Galan                                                     | Стокгольм | Відеозвіт на YouTube                                        | [ 13 ]        | [ 14 ]     |
| 8     | 7 липня       | Meeting de Paris                                                  | Париж     | Відеозвіт на YouTube                                        | [ 15 ]        | [ 16 ]     |
| 9     | 12 липня      | Herculis                                                          | Фонв'єй   | Відеозвіт на YouTube                                        | [ 17 ]        | [ 18 ]     |
| 10    | 20 липня      | London Athletics Meet                                             | Лондон    | Відеозвіт на YouTube                                        | [ 19 ]        | [ 20 ]     |
| 11    | 22 серпня     | Athletissima Lausanne                                             | Лозанна   | Відеозвіт на YouTube                                        | [ 21 ]        | [ 22 ]     |
| 12    | 25 серпня     | Silesia Kamila Skolimowska Memorial                               | Хожув     | Відеозвіт на YouTube                                        | [ 23 ]        | [ 24 ]     |
| 13    | 30 серпня     | Golden Gala                                                       | Рим       | Відеозвіт на YouTube                                        | [ 25 ]        | [ 26 ]     |
| 14    | 5 вересня     | Weltklasse Zürich                                                 | Цюрих     | Відеозвіт на YouTube                                        | [ 27 ]        | [ 28 ]     |
| Фінал | 13-14 вересня | Memorial van Damme                                                | Брюссель  | Відеозвіт (день 1) на YouTube Відеозвіт (день 2) на YouTube | [ 29 ] [ 30 ] | [ 31 ]     |

## Регламент
За регламентом атлети змагалися у 32 дисциплінах (по 16 для чоловіків та жінок) протягом 14 відбіркових етапів серії та заробляли очки за місця, що посідали на етапах, — від 8 очок за перше до 1 очка за восьме місце. Змагальна програма кожного етапу включала 14 дисциплін.
За перемогу в окремій дисципліні на кожному етапі серії атлет отримував US$ 10 000, а ті, хто посідав місця з 2 по 8, — від US$ 6 000 до US$ 500 залежно від місця. За перемогу на фінальному етапі в Брюсселі кожен атлет отримував US$ 30 000, а спортсмени, які посідали місця з 2 по 8, — від US$ 12 000 до US$ 1 000 залежно від місця.
За підсумками виступів у кожній дисципліні на 14 етапах, до фіналу виходили спортсмени, які набрали найбільше очок: перші восьмеро — у бігу на 100, 200, 400, 800 метрів, 100, 110 та 400 метрів з бар'єрами; перші десятеро — у бігу на 1500, 3000/5000 метрів та 3000 метрів з перешкодами; перші шестеро — у кожній технічній дисципліні (стрибки та метання).
Переможцями серії у кожній дисципліні стали переможці фінального старту. Крім грошового призу (US$ 30 000), вони отримували звання «Чемпіон Діамантової ліги» (англ. Diamond League Champion) та відзнаку «Діамантовий трофей» (англ. Diamond Trophy).

## Переможці серії
| Чоловіки                      | Дисципліна    | Жінки                                      |
| ----------------------------- | ------------- | ------------------------------------------ |
| Акім Блейк Ямайка             | 100 м         | Джульєн Альфред Сент-Люсія                 |
| Кеннет Беднарек США           | 200 м         | Бріттані Браун США                         |
| Чарльз Добсон Велика Британія | 400 м         | Марілейді Пауліно Домініканська Республіка |
| Еммануель Ваньйоньї Кенія     | 800 м         | Мері Мораа Кенія                           |
| Якоб Інгебрігтсен Норвегія    | 1500 м        | Фейт Кіп'єгон Кенія                        |
| Беріху Арегаві Ефіопія        | 5000 м        | Беатріс Чебет Кенія                        |
| Саша Зоя Франція              | 110/100 м з/б | Ясмін Камачо-Квінн Пуерто-Рико             |
| Алісон дус Сантус Бразилія    | 400 м з/б     | Фемке Бол Нідерланди                       |
| Амос Серем Кенія              | 3000 м з/п    | Фейт Черотіч Кенія                         |
| Джанмарко Тамбері Італія      | висота        | Ярослава Магучіх Україна                   |
| Арман Дюплантіс Швеція        | жердина       | Ніна Кеннеді Австралія                     |
| Таджей Гейл Ямайка            | довжина       | Ларіссі Япікіно Італія                     |
| Педро Пічардо Португалія      | потрійний     | Леяніс Перес Куба                          |
| Леонардо Фаббрі Італія        | ядро          | Сара Міттон Канада                         |
| Меттью Денні Австралія        | диск          | Валарі Олман США                           |
| Андерсон Петерс Гренада       | спис          | Кітаґуті Харука Японія                     |

## Українці на етапах

### Попередні етапи
| місце: - Ярослава Магучіх (Стокгольм • висота • 2,00) - Ярослава Магучіх (Париж • висота • 2,10 WR) - Ярослава Магучіх (Лозанна • висота • 1,99) - Ярослава Магучіх (Цюрих • висота • 1,96) | місце: - Ірина Геращенко (Доха • висота • 1,91) | місце: - Анна Рижикова (Марракеш • 400 м з/б • 55,05) - Ірина Геращенко (Стокгольм • висота • 1,94) - Марина Бех-Романчук (Фонв'єй • потрійний • 14,82) - Олег Дорощук (Хожув • висота • 2,29) - Олег Дорощук (Рим • висота • 2,27) - Ірина Геращенко (Цюрих • висота • 1,93) |

| місце: - Артур Фельфнер (Лозанна • спис • 83,38) | місце: - Анна Рижикова (Стокгольм • 400 м з/б • 55,64) - Артур Фельфнер (Париж • спис • 80,48) - Ірина Геращенко (Лозанна • висота • 1,88) | місце: - Анна Рижикова (Осло • 400 м з/б • 55,58) |

| місце: - Ірина Геращенко (Париж • висота • 1,95) - Артур Фельфнер (Цюрих • спис • 75,89) | місце: - Юлія Левченко (Доха • висота • 1,84) - Анна Рижикова (Хожув • 400 м з/б • 55,44) | місце: - Юлія Левченко (Стокгольм • висота • 1,82) - Анна Рижикова (Хожув • 400 м з/б • 56,96) |

| без місця - Катерина Табашник (Париж • висота • NM) |

### Фінал
- Ярослава Магучіх (висота • 1,97)[45]
- Олег Дорощук [46]
- Ірина Геращенко (висота • 1,92)[45]
- Артур Фельфнер (спис • 79,86)[45]